# برايان ميتشيل
برايان ميتشيل (بالإنجليزية: Brian Mitchell)‏  (و. 1967 –  م) هو، من أستراليا، ولد في كوفنتري، هو عضوٌ في حزب العمال الأسترالي.

## مناصب
تولى منصب عضو مجلس النواب الاسترالى (منذ 2 يوليو 2016).

## التعليم
تعلم في جامعة كيرتن.